# Lengersdorfia flabellata
Espèce
Lengersdorfia flabellata est une espèce d'insectes diptères de la famille des Sciaridae.

## Description
C'est une espèce aptère.

## Biologie
Lengersdorfia flabellata est troglophile (appréciant le milieu cavernicole) qui se trouve également dans les forêts de chênes et de hêtres.

## Distribution
On trouve cette espèce en Rhénanie et en Thuringe, mais elle a également été trouvée en juin 1970 par M. Kersmaekers à la Grotte Lyell, en Belgique.